# Crazy breakdancer på Strøget
Crazy breakdancer på Strøget er en dansk dokumentarfilm fra 2008, der er instrueret af Jan Elhøj. Filmen er produceret til viral distribution primært på internettet og mobiltelefoner.

## Handling
En tilfældig forbipasserende på Strøget filmer en gruppe seje breakdancere med sin mobiltelefon. En tilskuer bliver revet med af stemningen, mens danserne skiftes til at overgå hinanden med vilde tricks, indtil en af dem skiller sig ud med et særligt vildt ét.